# Jaime Moreno Medina
Jaime Moreno, (Madrid, España, 8 de enero de 1971) es un diseñador industrial español fundador y CEO de Mormedi.

## Biografía
Jame Moreno comenzó estudios de Arquitectura en la Universidad Politécnica de Madrid, pero decidió trasladarse a Suiza para continuar su formación en la prestigiosa escuela Art Center College of Design, donde se graduó en Diseño Industrial. Completó su formación en diseño con varios cursos y seminarios en las Universidades de Harvard y St. Louis (Estados Unidos), así como en el Instituto de Empresa y el IESE Business School en Madrid (España).

## Trayectoria profesional
Jaime Moreno comenzó su trayectoria profesional como consultor de diseño en el departamento de Pequeños Electrodomésticos de Philips en Holanda. Poco tiempo después, en 1998, creó Mormedi, su propia consultora de diseño de la que, en la actualidad, es CEO y director creativo.
Con la colaboración de un equipo multidisciplinar integrado por diseñadores, estrategas, ingenieros, sociólogos, consultores en desarrollo de negocio y profesionales del marketing, Jaime Moreno ha creado proyectos que han sido galardonados, como el Premio Nacional de Diseño 2015, los premios IF, los IDEA, los Red Dot. Alguno de los trabajos en los que ha participado son el autobús híbrido diseñado para Castrosua; electrodomésticos para Teka y Edesa; radiadores de alta eficiencia para Effisense; las butacas de la clase Business de Iberia (citadas por la revista Forbes); un cigarrillo electrónico para Nexvap o los móviles Aquaris E, para Bq.
Jaime Moreno ha trabajado para 12 empresas Fortune 500, y para un gran número de sectores de la industria, desde electrónica y electrodomésticos, hasta transporte público y automoción, pasando por diseño de aviones, trenes, bancos o compañías de telecomunicaciones.
Jaime Moreno, que ha abierto delegaciones de Mormedi en Asia (Japón y Corea), ha contribuido a la internacionalización del diseño español. Así, en 2008 fue elegido por el IMADE para promocionar por el mundo el diseño y la innovación en la Comunidad de Madrid; ha organizado talleres de innovación para el Korean Institute of Design Promotion (KIDP); ha sido anfitrión en el DMI Night Out en Madrid (iniciativa promovida por el Design Management Institute de Boston) y ejerció como co-chair (junto a Xenia Viladás) en la conferencia anual Designing de The Next Economy organizada por DMI. En 2014, fue elegido por la Organización de Diseñadores Industriales de América (IDSA) para realizar una producción sobre A European Perspective on the Current State and Future Design.
Jaime Moreno colabora con frecuencia con instituciones internacionales, asociaciones y escuelas de negocios, como Harvard, para dar conferencias y ser miembro del jurado en concursos internacionales de diseño.